# Château de l'Orgère
Le château de l'Orgère est situé dans le centre-ville de Rives, dans le département de l’Isère, à quelques kilomètres de la ville de Grenoble. Il fut construit en 1912 par Joseph Monin, un négociant en bois, matériaux de construction et charbon de Rives. Il est connu pour avoir accueilli des Russes de 1924 à 1970.

## Situation et accès
Le château est situé dans le centre de Rives, au niveau d'un parc situé avenue Jean-Jaurès, non loin de l'église Saint-Valère.

## Construction
Joseph-Georges-Louis Monin a vu grand, puisqu'il s'agit de se hausser au rang de la bourgeoisie industrielle de Rives. Au début du XXe siècle, entre 1909 et 1912, celui-ci réside à Rives, route de Renage.
Le 13 juin 1910, son oncle Joseph-Pierre Monin, ingénieur civil des Mines et habitant au 91 rue de Miromesnil à Paris, décède et déclare son neveu comme son légataire universel. Ce dernier touche pour environ 3 millions de francs-or de biens mobiliers lui offrant un revenu estimé à 140 000 francs-or en 1911. La nouvelle se répand alors très vite dans la ville et Monin se laisse convaincre qu'il se doit de construire une résidence à la hauteur de sa nouvelle fortune.
Il envisage alors la construction d'un château au beau milieu de la ville afin de côtoyer une aristocratie rivoise qui n'est pas réellement existante. Achetant ainsi près de deux hectares de terrain à M. Michel Eymard-Duvernay et à Aimé-François Blanc le 8 mai 1911 pour plus de 20 000 francs-or. Là se sont longtemps situés des champs d'orge (d'où le nom d'Orgère).
Le château est commandé et fait pour ceci appel à des entreprises Rivoises pour la totalité de la construction, à l'exception de la sculpture pour laquelle il a, à regret, dû s'adresser à une entreprise ardéchoise. Malheureusement, la construction ne peut s'achever correctement, des finitions restent à faire lorsque le tocsin qui annonce en 1914 le début de la Première Guerre mondiale met un terme à tous les travaux en cours.

## Architecture
Le château est dominé à l'angle Sud-Est par une tour ronde offrant un point de vue sur une bonne partie de Rives, la montagne de la Vouise (Voiron), la Sure, Belledonne, le Vercors et Parménie. Tout ceci a été réalisé par l'architecte Olgiati et Paul Blanc a mené à bien les terrassements et la construction.
Les fondations et le crépi du corps du bâtiment exécutés en pierre blanche de l'Échaillon, carrière réputée de l'Isère, attire et satisfait le regard. La charpente en bois est réalisée par Marius Favre, la partie métallique est confiée aux Établissements Barnier ayant également réalisé les grilles, portail et serrureries ; la couverture du toit, entièrement en ardoise fixées avec les crochets des Établissements Tournier est, elle, confiée à M. Larra père.
Le château est composé de quatre niveaux, de bas en haut : le rez-de-jardin, le rez-de-chaussée, le premier étage, combles. Tout en bas une petite chapelle orthodoxe a été aménagée dans le sous-sol. Il s'y trouve aussi l'une des plus grandes salles du château, aménagée au début des années 1920 pour servir de dortoirs aux Russes allant y loger, rectangulaire et pouvant comporter une trentaine de lits, elle est soutenue par quelques piliers au milieu de la pièce. Un escalier dans le coin Nord-Est permet d'accéder au rez-de-chaussée.
Au rez-de-chaussée, des pièces relativement vastes débouchant pour la plupart sur la terrasse servant de salles de réunion, bibliothèques, cantine. À l'intérieur, un simple escalier étroit en bois, à droite du couloir situé derrière l'entrée (Est), dessert à lui seul les niveaux supérieurs du château. Au premier étage, de nombreuses chambres et petits appartements dont le plus spacieux est situé dans le coin Sud-Ouest. Ce sont ceux destinés à loger les familles avec enfants et le dernier étage est réservé aux personnes seules, célibataires et/ou sans enfants.

## Histoire
En 1914, la construction s'arrête, non achevée à cause de la Grande Guerre, des finitions restent à apporter, des balustrades à fixer, des terrasses à poser. Durant les quatre années de guerre, le château a souvent été pillé, notamment de son chauffage central (ce qui posera un gros problème pour les futurs occupants). Néanmoins la bâtisse tient toujours debout.
En 1918, alors que Monin, dont les affaires ont coulé à cause de la guerre, est ruiné et n'a plus les moyens de continuer les travaux, la commune refuse de l'acquérir en raison d'une inimitié avec la famille Monin. Celui-ci se voit donc obligé de le vendre à la société BFK.
Après les vagues d'immigration à la suite de la révolution de 1917 en Russie et de la guerre civile qui a suivi, beaucoup de Russes ont immigré dans la région Rhône-Alpes pour essayer de trouver une vie normale et d’échapper à la répression qui sévit en Russie en cette période.
En 1924, le cosaque Constantin Sémionovitch Melnik sollicite un entretien avec Robert Kleber, propriétaire du château. Constantin lui expose les conditions de vie qu'il a ainsi que celles de ses compatriotes émigrés à Rives, R. Kléber décide alors que les Russes seront logés dans le château.
Le château a ainsi accueilli de 1924 à 1970 les Russes travaillant dans la petite ville et dans ses alentours. Les premiers arrivants sont une colonie de militaires russes totalement démunis et sans argent, ensuite rejoints par des étudiants d'un lycée russe de Choumen puis par d'autres militaires de l’École d'Officier d'Artillerie. Quelques-uns deviennent des professeurs de langues étrangères, de musique, de danse. Les autres travaillent dans les papeteries BFK qui prospéraient à cette époque. Certains étaient militaires issus de l'armée blanche, les premiers temps ils gardaient sur eux leurs uniformes en ville et pendant leur travail dans les usines de la région car ils pensaient rentrer en Russie très rapidement. C'était la seule armée étrangère à pouvoir garder ses armes et son uniforme sur le territoire français en cette période. Les anciens soldats de l'Armée blanche s’entraînaient dans le jardin du château.
Entre 1924 et 1970 plus de 400 personnes logèrent dans le château. Avec son parc et ses grilles la communauté russe vit en autarcie et crée une bibliothèque et une chapelle orthodoxe. À partir des années 1930, les papeteries ont eu de moins en moins de travail par conséquent les russes commencent à quitter la petite ville pour trouver du travail ailleurs. Et pendant la Seconde Guerre mondiale les usines sont réquisitionnées.
Le 19 septembre 1974, Marie Thérèse Poncet, rivoise auteure de Histoire de Rives-sur-Fure aujourd'hui publie une lettre dans le Dauphiné Libéré (n° 12 378) en réponse aux articles de R.M.[Qui ?] dans ce même journal parlant du démantèlement du parc de l'Orgère et de celui, probable, du château. Elle  appuie l'envie qu'ont les rivois depuis soixante ans que le château, parc et dépendances soit acquis par la commune afin de la doter d'un bel hôtel de ville ainsi que d'un jardin de ville. Bien que cette lettre n'ai pas provoqué l'achat du château, elle l'a tout du moins sauvé. Le parc est dépouillé de ses sapins mais est fleuri et le centre médico-social y est construit.
Le 26 mars 1984, la commune de Rives acquiert le château ainsi que le parc pour 1 629 294 francs. Le château est scellé et le parc rendu public. Aujourd'hui le château est abandonné et le parc accueille des annexes de la mairie de Rives.
En 2013 une exposition photographique retraçant la vie des russes entre 1924 et 1970 a été organisée par André Moussine Pouchkine au château.
Bien que l'entrée y soit formellement interdite comme le signalent les plaques apposées sur le mur Nord du château et au-dessus de la porte Est, quelques rares incursions clandestines y ont été réalisées malgré les nombreux rivets, plaques de métal et autres parpaings destinés à les en empêcher.